# カワラノ語
カワラノ語（カワラノご、モラカノ語（モラカノご）英:Cahuarano language、西:Idioma cahuarano）はサパロ語族の消滅した言語である。

## 概要

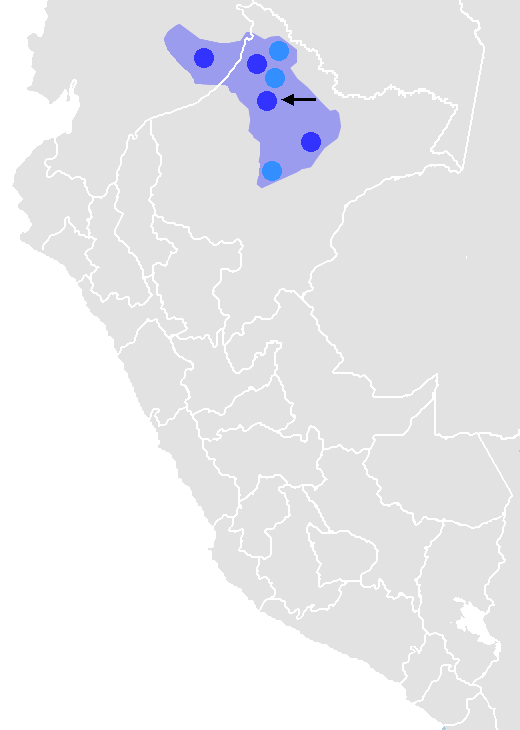
Location of Cahuarano language

カワラノ語はペルーのイキトス北西を流れるナナイ川流域でカワラノ族によって話されていたが、1980年代後半から1990年代前半に消滅した。なお、カワラノ族は現在スペイン語を使用している。
この言語は同じくサパロ語族であるイキト語と単語が似ており、この言語をイキト語の方言であると考える学者もいる。